# Lennart Bergvall

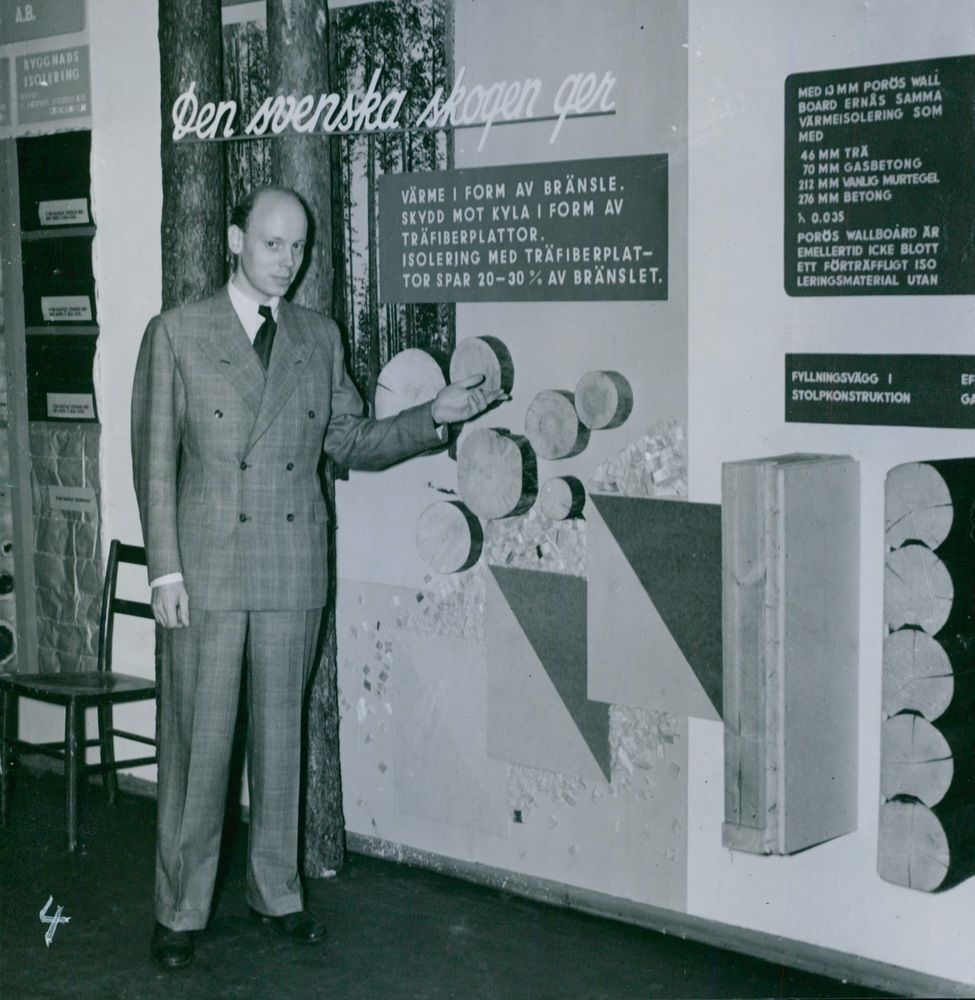
Lennart Bergvall som kommissarie för en värmeteknisk utställning (1941).

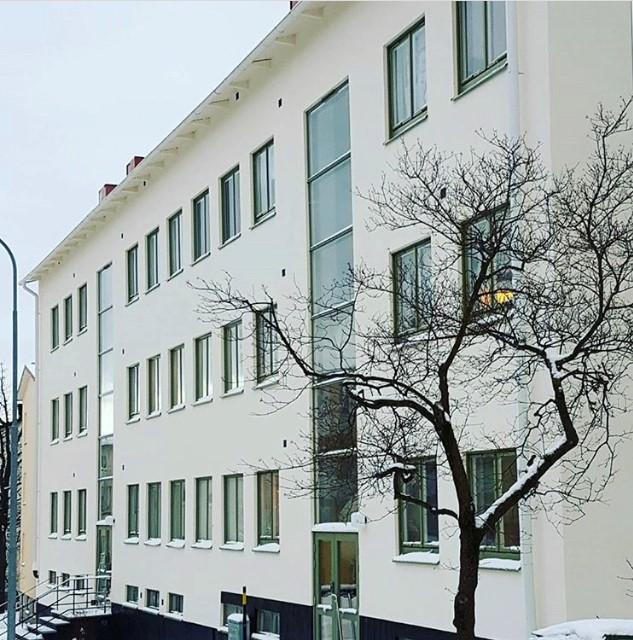
Smalhus på Per Lindeströms väg 88-90, Hammarbyhöjden ritad av Lennart Bergvall 1939.

Knut Lennart Bergvall, född 23 mars 1912 i Kalmar, död 6 januari 1999 i Nyköping, var en svensk arkitekt.
Bergvall, som var son till direktör Knut Bergvall och Elsa Björkman, utexaminerades från Kungliga Tekniska högskolan 1934. Han var anställd vid Byggnadsstyrelsen 1934–1936, hos Albin Stark 1936, hos Gunnar Asplund 1937–1938 och hos Gustaf Clason (Thulehuset) 1938–1939. Han var chef för Svensk Byggtjänst i Stockholm 1939–1942, chef tillsammans med arkitekt Erik Dahlberg för Byggstandardiseringen 1942–1943, för AB Bostadsforskning från 1944. Han var sakkunnig i byggnadslånebyrån 1942, ordförande i Stockholms Byggnadsförening 1944–1946 (sekreterare 1941–1944) och vice ordförande för Byggstandardiseringen. Bland hans arbeten märks Elementhussystemet (tillsammans med Dahlberg). Han skrev Modulutredningen (tillsammans med Dahlberg, 1946).